# (3772) Piaf
(3772) Piaf (1982 UR7) – planetoida z pasa głównego asteroid okrążająca Słońce w ciągu 5,26 lat w średniej odległości 3,02 j.a. Odkryła ją Ludmiła Karaczkina 21 października 1982 roku.